# Wandelroute GR16
De wandelroute GR16, ook wel aangeduid als Sentier de la Semois, is 202 kilometer lang en loopt langs de Semois van Aarlen tot Monthermé. Het GR-pad volgt de loop van de Semois, onder andere door het Natuurpark Zuidelijke Ardennen, Nationaal Park Vallée de la Semois en Natuurpark Gaume.

## Afbeeldingen

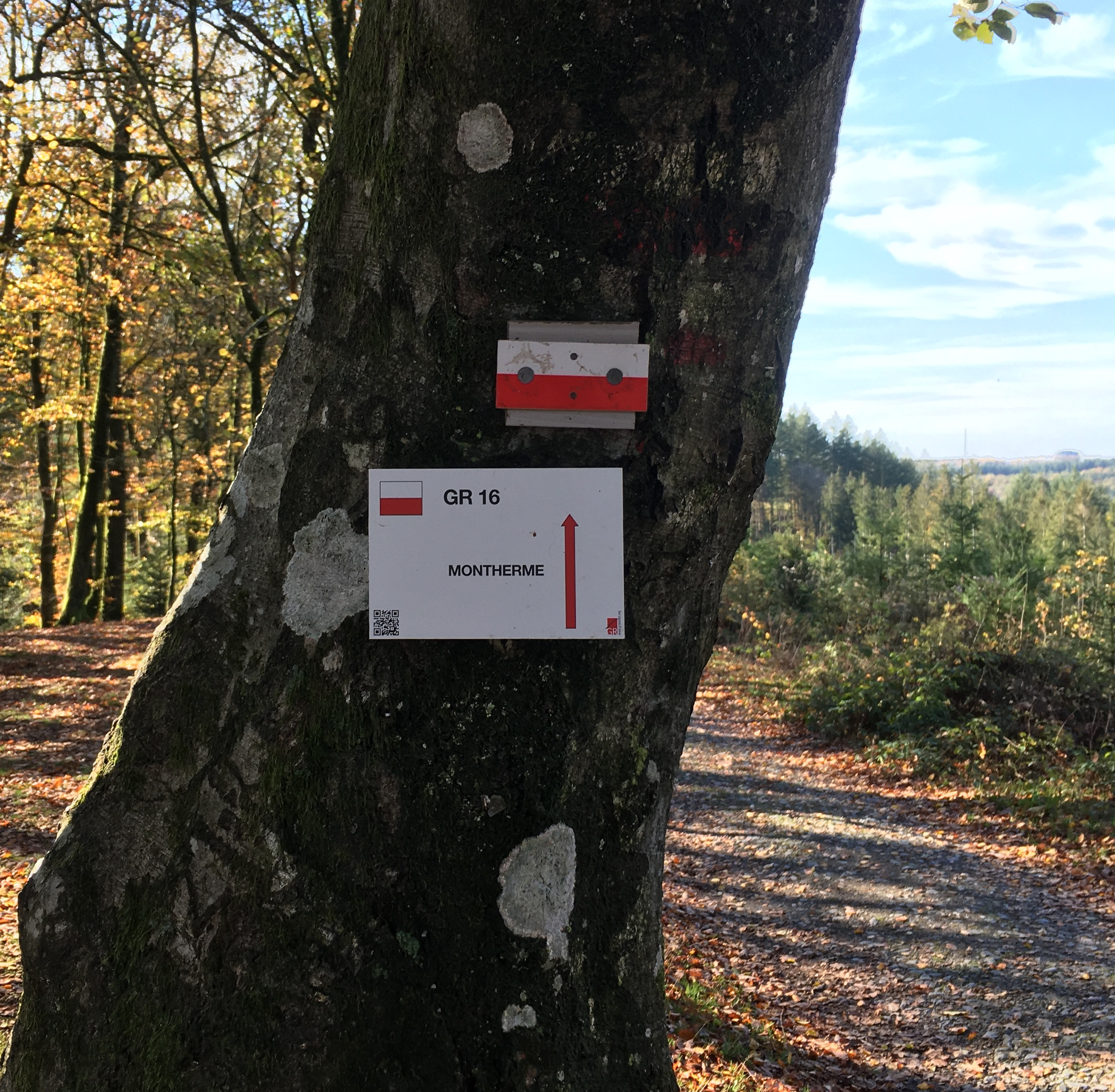
Markering bij Monthermé
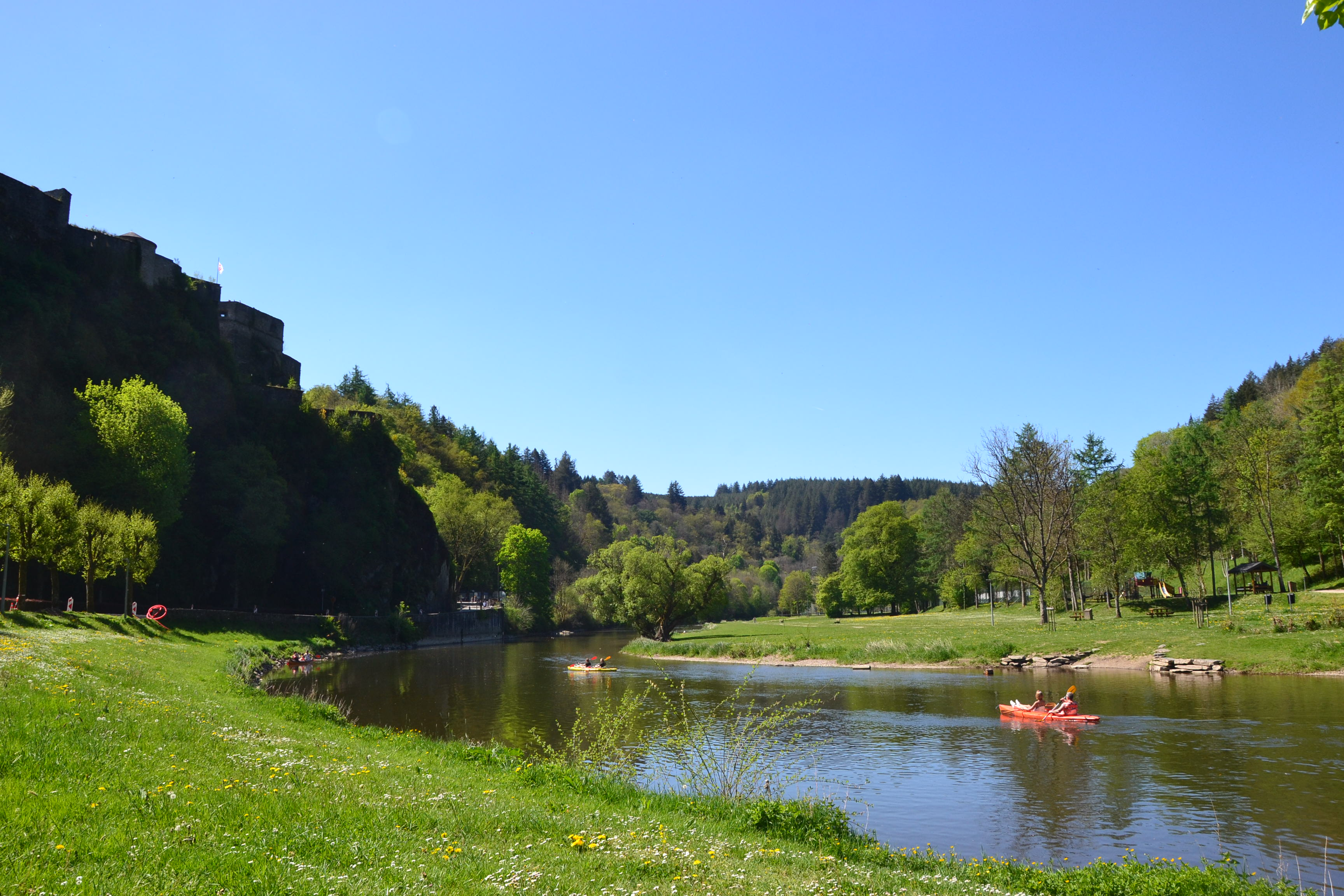
Aan de oever van de Semois bij Bouillon